# Paranemastoma ios
Espèce
Synonymes
- Nemastoma quadripunctatum ios Roewer, 1919

Paranemastoma ios est une espèce d'opilions dyspnois de la famille des Nemastomatidae.

## Distribution
Cette espèce est endémique d'Égée-Méridionale en Grèce. Elle se rencontre dans les Cyclades sur Íos.

## Description
Le syntype mesure 4,5 mm.

## Systématique et taxinomie
Cette espèce a été décrite sous le protonyme Nemastoma quadripunctatum ios par Roewer en 1919. Elle est élevée au rang d'espèce par Roewer en 1923. Elle est placée dans le genre Paranemastoma par Schönhofer en 2013.

## Étymologie
Son nom d'espèce lui a été donné en référence au lieu de sa découverte, Íos.

## Publication originale
- Roewer, 1919 : « Über Nemastomatiden und ihre Verbreitung. » Archiv für Naturgeschichte, p. 83, no 2, p. 140–160.